# Namaro
Namaro ist eine Landgemeinde im Departement Kollo in Niger.

## Geographie

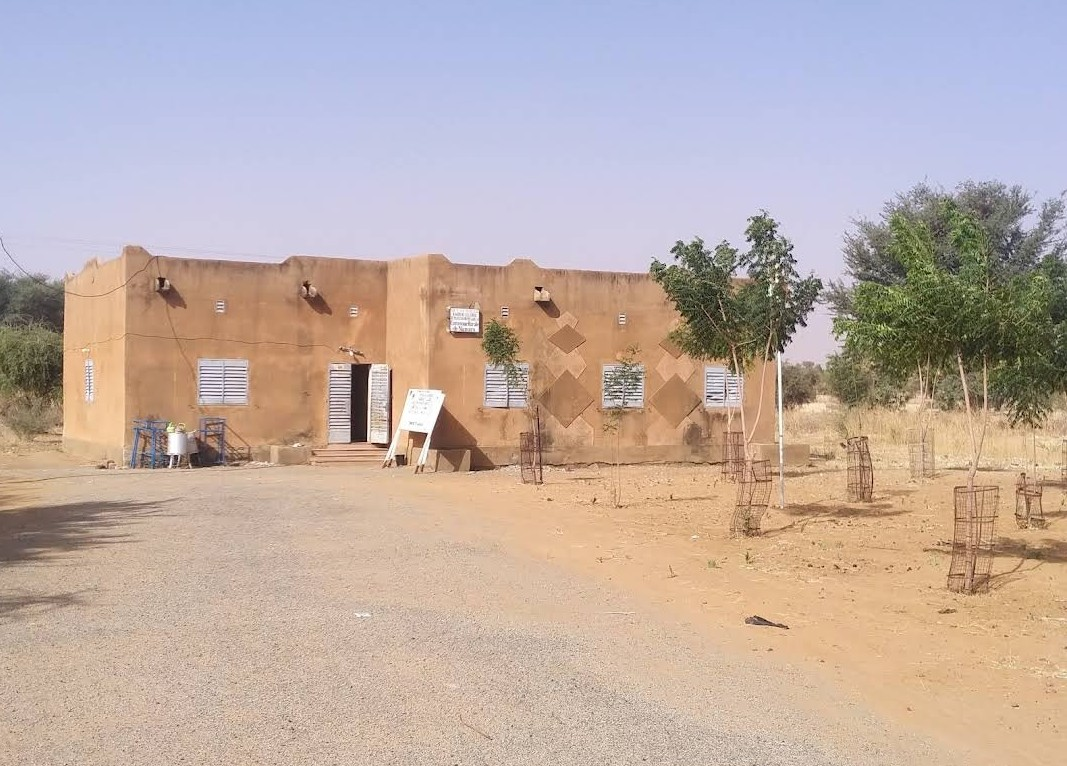
Büro der Gemeindeverwaltung von Namaro (2022)

Namaro liegt am Fluss Niger nordwestlich der Hauptstadt Niamey. Die Nachbargemeinden sind Kourteye im Norden, Karma im Nordosten, Bitinkodji im Südosten, Torodi im Südwesten, Dargol im Westen und Gothèye im Nordwesten. Bei den Siedlungen im Gemeindegebiet handelt es sich um 41 Dörfer, 55 Weiler und 10 Lager. Der Hauptort der Landgemeinde ist das Dorf Namaro. Zu den Siedlungen am Fluss Niger zählen nördlich des Hauptorts stromaufwärts Boumboulassa Kado, Koria Gourma, Latakabia Peulh und Latakabia Sonrai sowie südlich des Hauptorts stromabwärts Hotto Koira Hondora, Tiétiéguimé, Hondey Zéno, Hondey Tégui, Balati, Sikièye, Guillawa, Yonkoto, Yoreïzé Koira, Namardé Goungou, Bangou Koirey und Danbou Béri.
Die Gemeinde wird zur Übergangszone zwischen Sahel und Sudan gerechnet.

## Geschichte
Die Dörfer Bangou Koirey, Sikièye und Yonkoto im Gemeindegebiet von Namaro gehörten zu jenen Orten im heutigen Niger, an denen sich nach dem Untergang des Songhaireichs 1591 Songhai-Flüchtlinge unter einem Nachkommen der ehemaligen Herrscherdynastie Askiya niederließen. Das Dorf Namaro wurde Mitte des 17. Jahrhunderts von Kurtey und Songhai gegründet, die von aus Téra kommenden Tuareg aus Gothèye vertrieben worden waren. Ihr Anführer war Dossa Kayné. Dessen Sohn Gindé Marieizé legte die endgültige Position von Namaro fest und brachte die Dörfer Bangou Koirey, Guillawa, Sikièye und Yonkoto in seinen Herrschaftsbereich.

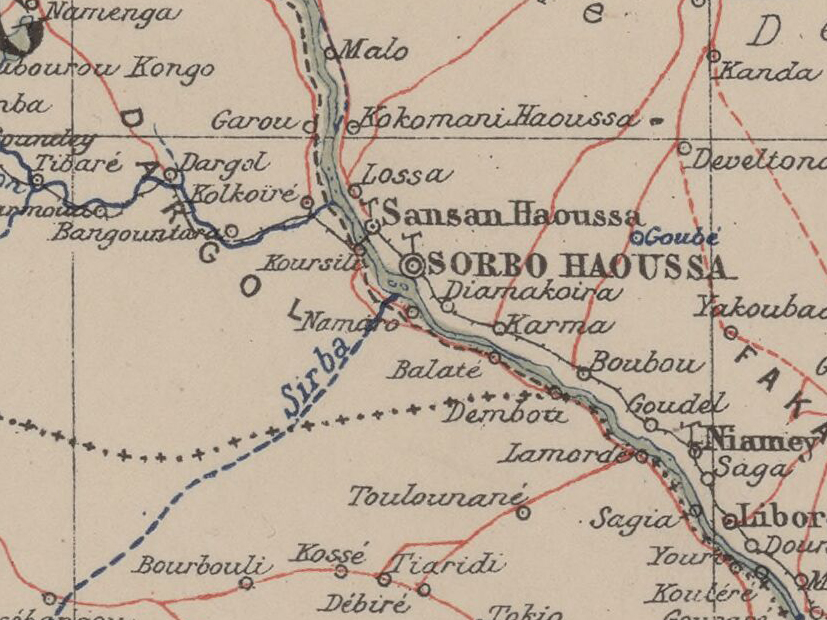
Ausschnitt einer Karte von 1903 mit Namaro im Zentrum

Die französische Kolonialverwaltung richtete Anfang des 20. Jahrhunderts einen Kanton in Namaro ein und anerkannte den lokalen Songhai-Herrscher Sidi als Kantonschef. Die Landgemeinde Namaro ging 2002 bei einer landesweiten Verwaltungsreform aus dem Kanton Namaro hervor. Bei der Flutkatastrophe in West- und Zentralafrika 2010 wurden 19.284 Einwohner von Namaro als Katastrophenopfer eingestuft, so viele wie in sonst keiner Gemeinde Nigers.

## Bevölkerung
Bei der Volkszählung 2012 hatte die Landgemeinde 55.094 Einwohner, die in 6572 Haushalten lebten. Bei der Volkszählung 2001 betrug die Einwohnerzahl 33.527 in 4158 Haushalten.
Im Hauptort lebten bei der Volkszählung 2012 5557 Einwohner in 711 Haushalten, bei der Volkszählung 2001 4139 in 513 Haushalten und bei der Volkszählung 1988 2680 in 386 Haushalten.
In ethnischer Hinsicht ist die Gemeinde ein Siedlungsgebiet von Songhai, Fulbe und Wogo.

## Politik

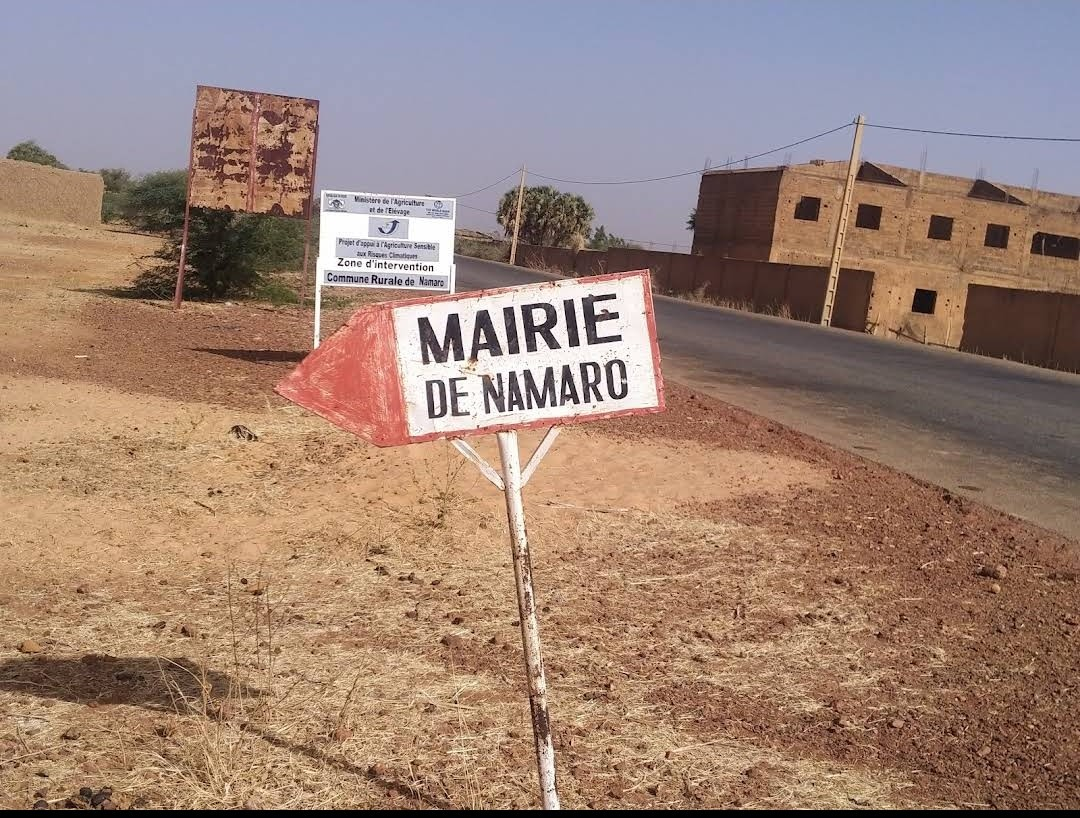
Wegweiser zum Rathaus von Namaro (2022)

Der Gemeinderat (conseil municipal) hat 16 gewählte Mitglieder. Mit den Kommunalwahlen 2020 sind die Sitze im Gemeinderat wie folgt verteilt: 7 PJP-Génération Doubara, 5 PNDS-Tarayya und 4 MODEN-FA Lumana Africa.
Jeweils ein traditioneller Ortsvorsteher (chef traditionnel) steht an der Spitze von 39 Dörfern in der Gemeinde, darunter dem Hauptort.

## Kultur und Sehenswürdigkeiten
Im Zentrum des Hauptorts, inmitten eines Platzes, steht eine Moschee aus dem Jahr 1975. Die Gesamtanlage umschließt ein Areal von 40 Quadratmetern und ist damit sehr klein. Das Betraumgebäude hat einen quadratischen Grundriss, der Mihrāb-Vorbau ist quaderförmig und betont schmucklos gehalten. Die Außenwände sind ungegliedert. Außer von Osten her gibt es auf jeder Seite einen Zugang.
In Namaro befindet sich eine Schule für die Ausbildung von Djesseré. Dabei handelt es sich um Erzähler der Songhai-Zarma-Gesellschaft, die historische Überlieferungen in langen Vorträgen weitergeben.

## Wirtschaft und Infrastruktur
Entlang des Flusses wird Nassreisanbau praktiziert. Das westliche Gemeindegebiet liegt in einer Zone, in der Regenfeldbau betrieben wird. Der große Samstagsmarkt im Hauptort wird von Händlern aus Niamey belebt. Verkauft werden vor allem Gemüse wie Kartoffeln, Tomaten, Paprika und Zwiebeln sowie Töpferwaren aus Boubon.
Bei M’Banga, ehemals ein von Ackerbauern besiedelter kleiner Weiler im Gemeindegebiet von Namaro, wird seit den 1980er Jahren Gold gewonnen. In den 2010er Jahren zogen die Goldförderanlagen zunehmend Zuwanderer aus dem In- und Ausland an und M’Banga entwickelte sich zu einer 5000-Einwohner-Siedlung, in der über 15 Sprachen verwendet werden. Im Dorf Larba Touloumbou gibt es mit einem Centre de Santé Intégré (CSI) ein Gesundheitszentrum, das 2016 offiziell für die Versorgung von über 11.000 Menschen zuständig war. Von 2011 bis 2014 wurden über 200 Cholera-Erkrankte, die überwiegend in M’Banga lebten, im CSI von Larba Touloumbou behandelt. Weitere Gesundheitszentren des Typs Centre de Santé Intégré (CSI) sind im Hauptort sowie in den Siedlungen Balati, Bangou Koirey und Sikièye vorhanden.
Der CEG Namaro ist eine allgemein bildende Schule der Sekundarstufe des Typs Collège d’Enseignement Général (CEG). Beim Centre de Formation aux Métiers de Namaro (CFM Namaro) handelt es sich um ein Berufsausbildungszentrum.

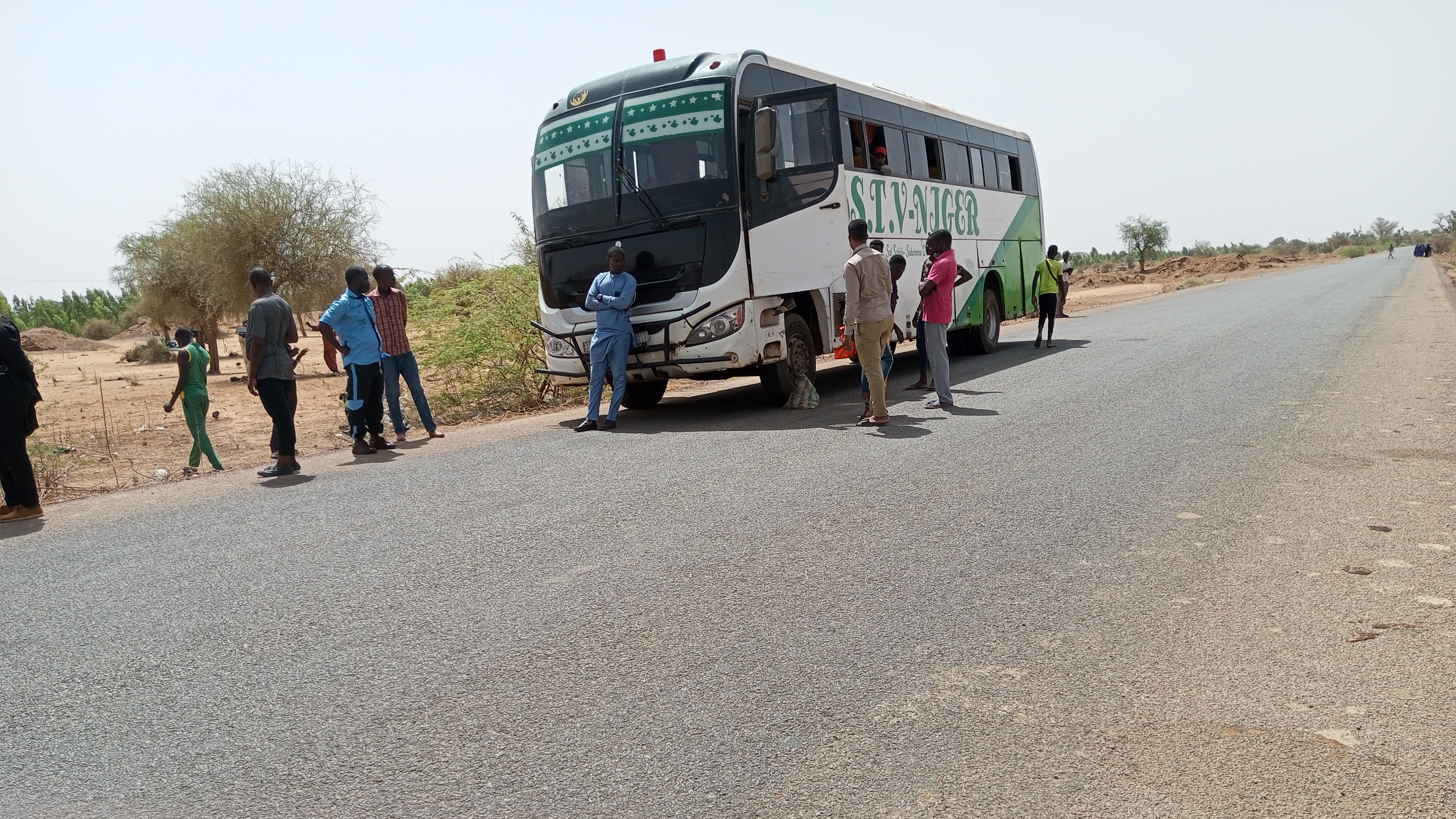
Nationalstraße beim Dorf Tiétiéguimé in Namaro (2023)

Durch die Gemeinde, unter anderem durch den Hauptort, verläuft die 214,1 Kilometer lange Nationalstraße 4 zwischen der Hauptstadt Niamey und der Staatsgrenze zu Burkina Faso.

## Persönlichkeiten
- Salou Djibo (* 1965), Offizier und Staatsoberhaupt Nigers
- Yansambou Maïga Diamballa (1910–1976), Politiker, Innenminister Nigers
- Salou Souleymane (* 1953), General